# Uffa Fox

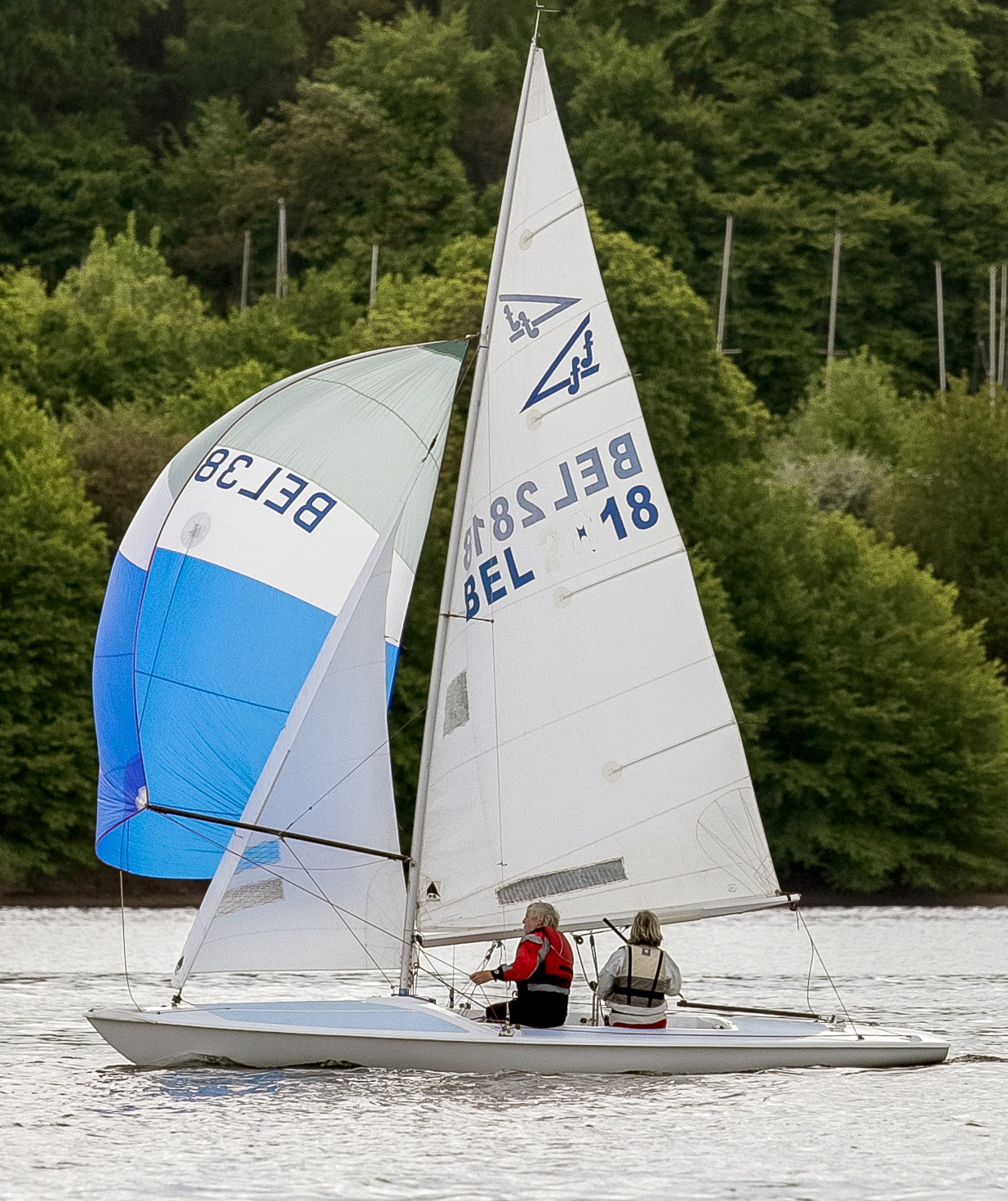
2-Mann-Kielboot Flying Fifteen

Uffa Fox CBE (* 15. Januar 1898 in Cowes; † 26. Oktober 1972 ebenda) war ein britischer Segler, Yachtkonstrukteur und Bootsbauer.

## Leben
Uffa Fox wurde auf der Isle of Wight geboren und wuchs in der Stadt East Cowes auf der Insel im Ärmelkanal auf. Nach seiner Schulzeit begann er eine Ausbildung in der Bootsbauerei S. E. Saunders in East Cowes. Die Ausbildung dauerte sieben Jahre und umfasste Boots- und Schiffbau sowie das Entwerfen von Yachten. Die Firma war auch an dem Bau von Flugbooten wie Maple Leaf IV beteiligt, das eine Geschwindigkeit von über 50 Knoten erreichte.
Im Alter von 21 Jahren gründete er seine eigene Bootsbauerei. Als Räumlichkeiten nutzte er eine stillgelegte Kettenfähre, genannt floating bridge, die East Cowes mit Cowes über den Medina River verband. Der Bereich in der Mitte, wo vorher die Fahrzeuge standen, war überdacht und umfasste die Werkstatt. Der Bug an dem einen Ende bildete die Gangway zum Land und das andere Ende wurde zum Slip, um die Boote ins Wasser zu lassen. Die ehemaligen Passagierunterkünfte wurden in ein Konstruktionsbüro und Wohnräume umgewandelt. Fox lebte auch eine Zeit lang in Puckaster auf der Isle of Wight.

## Erfindungen/Konstruktionen

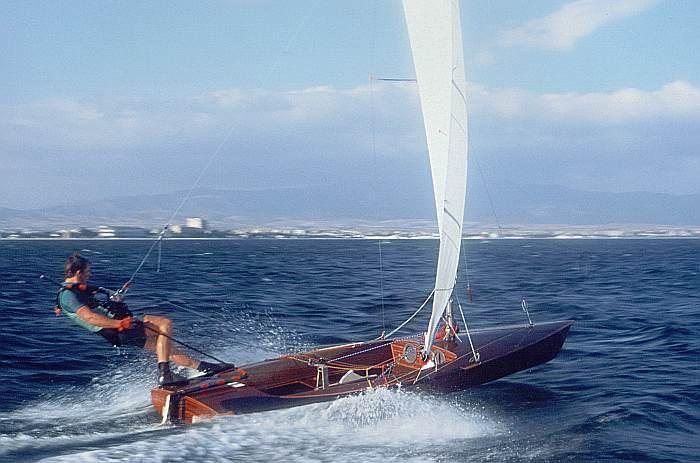
Ein Contender gleitet über das Wasser. Beachte das typische Anheben des Bugs, während das Heck über das Wasser fliegt.

Uffa Fox hat viele Entwicklungen im Jollensegeln erfunden, die dazu beigetragen haben, diesen Sport populär und modern zu machen.

### Gleitfähige Jolle
Er war der Erfinder der modernen gleitfähigen Jolle. Das bedeutet, die Jolle ist durch ihre Rumpfkonstruktion dazu geeignet, sich mittels eines starken Antriebes (starker Wind im Segel) gegen den Wasserwiderstand aus dem Wasser zu erheben und auf dem Wasser zu gleiten. Es befindet sich also der überwiegende Teil der Fahrzeugmasse oberhalb der Wasserlinie. Da sich der Rumpf aus dem Wasser hebt, reduziert sich der Widerstand durch die Bugwelle. Schließlich beginnt bei weiterer Erhöhung der Geschwindigkeit auch das Heck auf der Welle zu gleiten. Durch den dabei viel geringeren Wasserwiderstand werden deutlich höhere Geschwindigkeiten erreicht.
Uffa Fox hatte viel mit Hochgeschwindigkeitsfahrzeugen gearbeitet. Er glaubte, wenn ein Jollen-Rumpf die richtige Form habe und ihre Mannschaft sie in aufrechter Position halten könne, müsste sie über die Oberfläche gleiten können.
1928 gelingt es Uffa Fox zum ersten Mal mit dem von ihm entworfenen International 14 Avenger, die schwerfällige Verdrängerfahrt hinter sich zu lassen und durch das Gleiten viel höhere Geschwindigkeiten zu segeln. In diesem Jahr erreichte er 52 erste Plätze, 2 zweite und 3 dritte Plätze einschließlich des Gewinns des Prince of Wales Cup bei 57 Regattastarts.
Die Bauvorschriften der Konstruktionsklasse International 14 erlauben technische Fortschritte, sodass neuere Boote aufgrund von Weiterentwicklungen meist wettkampfstärker sind als ältere. Er erhielt daraufhin viele Bauaufträge und für viele Jahre war sein Entwurf sehr nachgefragt. Nach dem Erfolg der Fourteens übertrug er das Konzept auf andere Bootsklassen. Er entwarf und baute zwei Segel-Kanus mit Roger De Quincy und brachte sie auch nach Amerika. Hier gewann er viele Trophäen einschließlich der International Canoe Trophy.

### Schärenkreuzer

22m²-Schärenkreuzer Vigilant, 1930

Uffa Fox kam mit immer neuen Konstruktionen auf den Markt und er war immer bereit sie unter realen Bedingungen zu erproben. Ein typisches Beispiel war 1930 die Vigilant, eine filigran leichte Rennyacht der 22-Quadratmeter-Schärenkreuzerklasse mit so geringer Verdrängung, dass die Q-Klasse ihr Regatten auf dem Solent verweigerte, obwohl ihr Design und Konstruktion stark genug war, sie auch bei starken Winden im Sommer nach Schweden und zurück zu segeln. Fox wird zum Botschafter der Bootsklasse, die damals auch in deutschen und amerikanischen Gewässern Anklang findet.

### Trapez im Segelsport

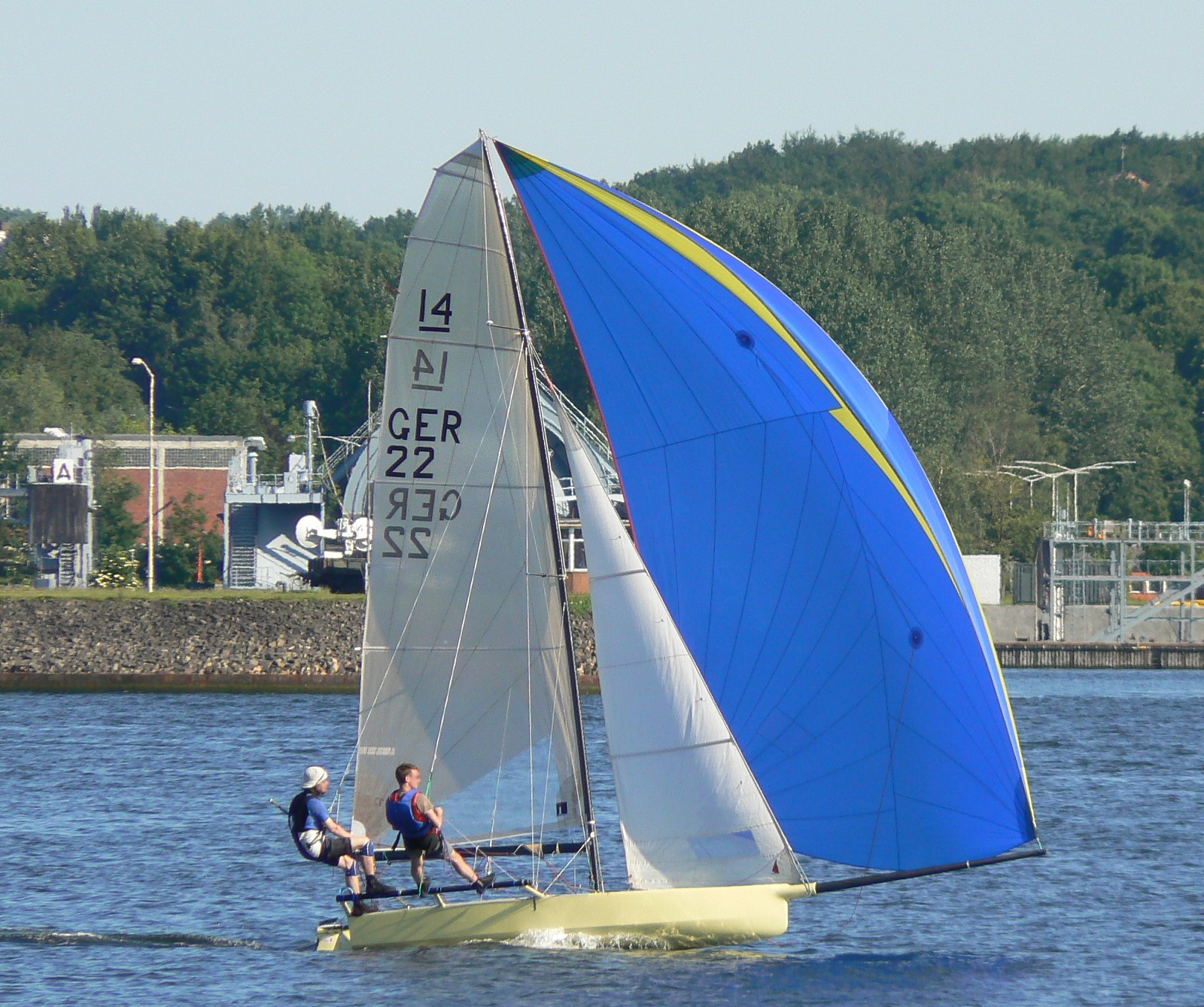
Internationales 14-Fuß-Dinghy, Kiel, 2007. Vorschoter und Steuermann im Doppeltrapez.

Er beeinflusste auch die Einführung des Trapezes in den Segelsport. Beim Prince of Wales Cup 1938 wurde erstmals das Trapez eingesetzt und damit eine Entwicklung eingeläutet, die den Jollensport maßgeblich verändern sollte. Die Erfindung des Trapezes war jedoch zur damaligen Zeit derart revolutionär, dass der IYRU-Weltverband diese Entwicklung zunächst verboten und erst in den 1960er Jahren dieses Verbot wieder aufgehoben hat.
Vor dem 2. Weltkrieg war Uffa Fox fest etabliert als Yachtkonstrukteur in der Welt der Jollen-Segler, in der seine Entwürfe die Klassen der National Twelves, Fourteens und Eighteens dominierten.

### Fallschirm-Rettungsboot

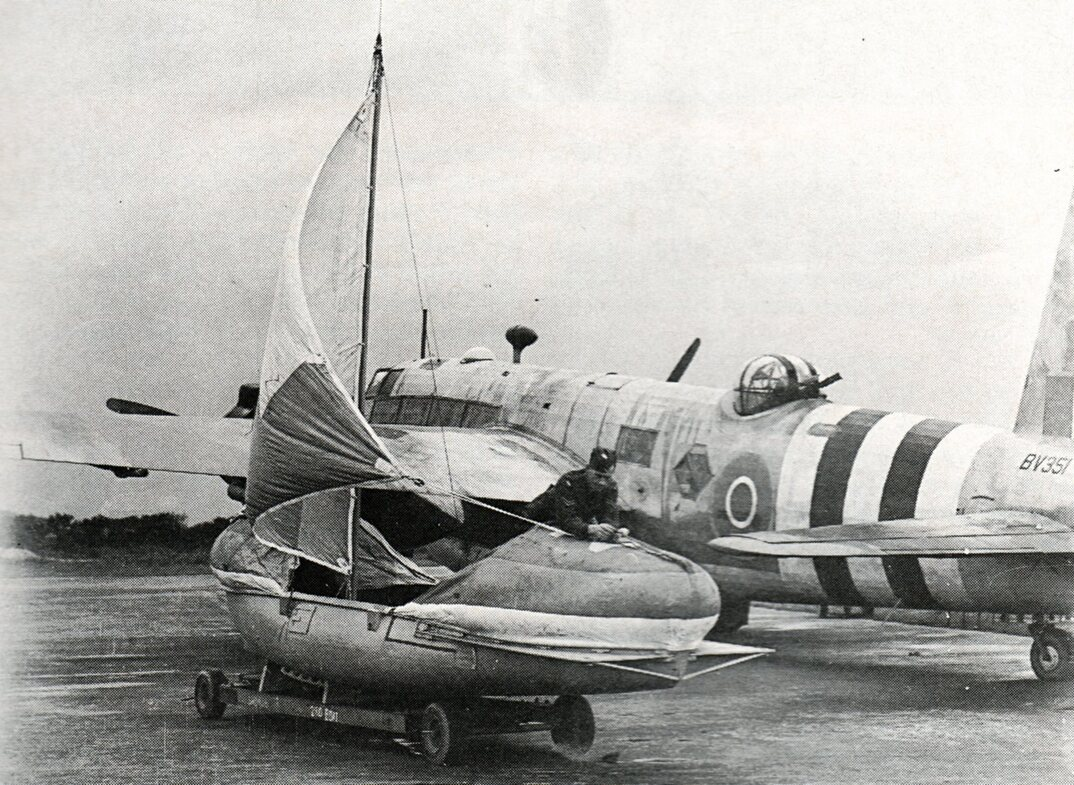
Ein von Uffa Fox konstruiertes Fallschirm-Rettungsboot, hier aufgeriggt und klar zum Segeln vor einem Flugzeug vom Typ Vickers Warwick

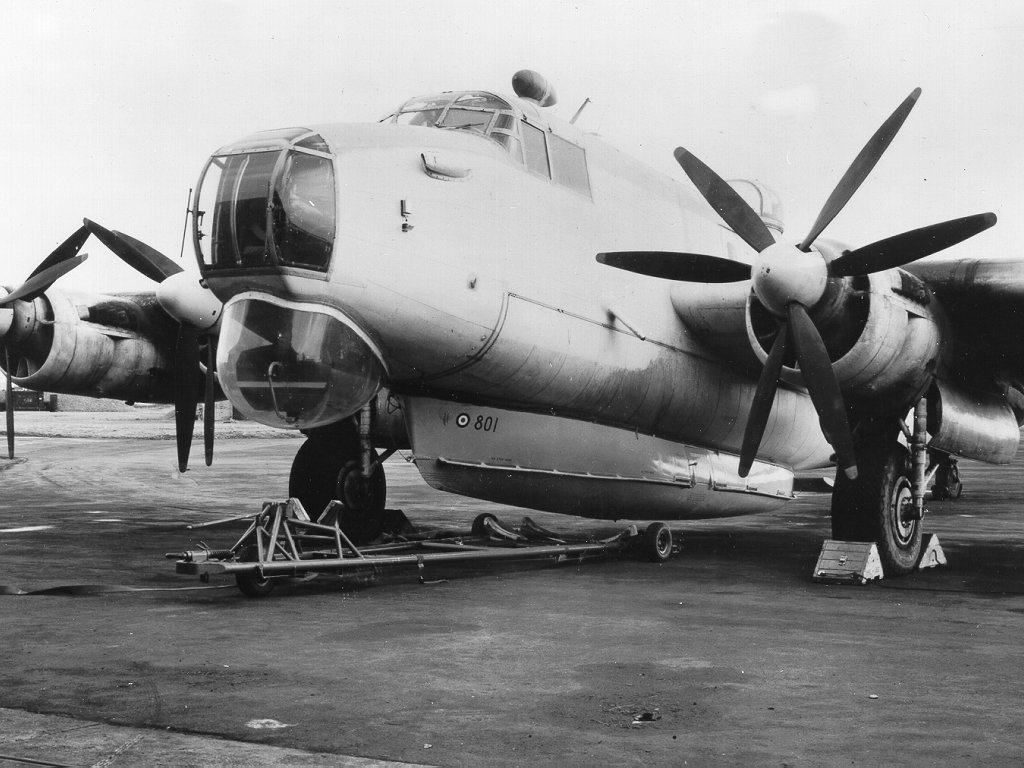
Royal Air Force Air/Sea Search and Rescue Flugzeug Typ Avro Shackleton mit einem Airborne Lifeboat unter dem Rumpf montiert.

1943 entwickelte er die Idee von einem Fallschirm-Rettungsboot (engl. Airborne Lifeboat), ein Boot, das unter einem Flugzeug transportiert wurde und mittels eines Fallschirms abgeworfen wurde, um Überlebende eines Flugzeugabsturzes über See aufzunehmen und zu retten, leicht gebaut, mit der Form ähnlich einem Flügel, angepasst an die Form des Flugzeugs. Das Rettungsboot war mit Segeln, einem Motor, Überlebensausrüstung und einer Anleitung, wie man segelt, ausgerüstet. Die 27 Fuß langen Rettungsboote wurden vorwiegend von Vickers-Warwick-Flugzeugen abgeworfen. Die Airborne Lifeboats wurden für diverse Flugzeugtypen angepasst und auch von den US-Streitkräften übernommen und eingesetzt. Viele Flugzeugbesatzungen verdanken seiner Erfindung ihr Leben. Jahre später wurde er von Eamonn Andrews in die Fernsehshow „This is Your Life“ geholt, in der viele Piloten die Möglichkeit bekamen, ihm für die Rettung zu danken.

### Flying Fifteen
1947 gelingt Fox mit dem Flying Fifteen, dem Prototyp des bis heute unterschiedlich nachgeahmten gleitenden 2-Mann-Kielboots, sein größter Wurf. Das 6 × 1,50 m große, 450 kg schwere Boot bringt Kentersicherheit mit berauschender Segelleistung in Einklang. Bei Probeschlägen im windreich geschützten Gewässer des Solent werden erstaunliche Geschwindigkeiten erreicht. Der Flying Fifteen wird 3700 Mal gebaut. Die bekannteste Flying Fifteen ist die Coweslip (Segelnummer: K 192). Sie war ein Hochzeitsgeschenk für Prinz Philip und Königin Elisabeth II. im Jahr 1949. Prinz Philip und Uffa Fox lernten sich kennen und freundeten sich an. Gemeinsam segelten sie oft auf Coweslip. Sie hatten zusammen viel Erfolg bei Segelwettbewerben inklusive des Gewinns des Britannia Cup im Jahr 1952. Während der Cowes Week 1962 sank Coweslip fast, als es von einer Windbö getroffen wurde und beide Segler Uffa Fox und Prinz Philip über Bord gingen. Momentan ist das Boot als Dauerleihgabe im Classic Boat Museum auf der Isle of Wight. Beide segelten auch auf dem Drachen Fresh Breeze von Fox oder auf dem königlichen Drachen Bluebottle von Prinz Philip.
Neben dem sehr erfolgreichen Regattasegeln und Fahrtensegeln führte er ein erfolgreiches Yachtkonstruktionsbüro und Bootsbauwerkstatt. Er entwarf und baute viele wichtige Bootsklassen.

## Bootsentwürfe
- International 14, 14-Fuß-Jolle

Olympische Ein-Mann-Bootsklasse Firefly 1948, Entwurf 1946

- 22m²-Schärenkreuzer Vigilant, 1930
- Foxcub 18, 1972, 18-Fuß-Jollenkreuzer[13]
- Super Foxcub
- Flying Fifteen, 1947, 20-Fuß-Kielboot[14]
- Duckling, 1952, 9-Fuß-Jolle[15]
- Flying Ten
- National 12, 1936, 12-Fuß-Jolle
- National 18, 18-Fuß-Jolle
- Swordfish 15, 1946, 15-Fuß-Jolle,[16]
- Albacore, 1954, 15-Fuß-Jolle[17]
- Atalanta 26, 1955, 26-Fuß-Kielschwertkreuzer[18]
- Atalanta 31 (UK), 1956, 31-Fuß-Kielschwertkreuzer[19]
- Firefly, 12-Fuß-Jolle, 1946, olympische Ein-Mann-Bootsklasse Klasse 1948 in Torquay (Großbritannien), ursprünglich vom Fox als hölzerne 2-Mann-Jolle ohne Spinnaker und Trapez entworfen[20]
- Javelin, 1960, 14-Fuß-Jolle, gebaut von O’Day Company (USA) bis 1984[21]
- Pegasus Jolle, 1958[22]
- Jollyboat, 1953, Jolle gebaut von Fairey Marine (UK) bis 1971[23]
- Day Sailer (O’Day Day Sailer), Entwurf gemeinsam mit George O’Day, 1956, gebaut von O’Day Company (USA)[24]

- Neben den Jollen entwarf Uffa Fox auch Kielboote, die sich durch besondere Leichtbauweise auszeichneten: Huff of Arklow für Douglas Heard, eine 30-Fuß-Yacht (Wasserlinie LWL) und Flying Fox für Fred Brownlee, eine 35-Fuß-Yacht (Wasserlinie).[25]

- Zu seinen letzten Konstruktionen gehört auch das sechs Meter lange Ruderboot Britannia, mit dem der Extrem-Ruderer John Fairfax in 180 Tagen auf seiner ersten Solo-Expedition den Atlantischen Ozeans im Jahr 1969 überquerte.[26] Die Britannia wurde beschrieben als Rolls-Royce unter den Ruderbooten, gebaut auf der Bootswerft Clare Lallow in Cowes[27] aus Mahagoni, selbst-aufrichtend und teilweise mit Deck. Fox konstruierte dann auch das Ruderboot Britannia II, mit dem Fairfax und Sylvia Cook den Pazifischen Ozean von 1971 bis 1972 überquerten.

## Sachbuchautor
Der Vorreiter des Leichtbauweise im Bootsbau war ein wegweisendes modernes Konzept. Fox begeistert es, aus einem leichten und gekonnt proportioniertem Boot und der richtigen Besegelung viel zu machen. Er publiziert seine Erkenntnisse, Ideen und Erfolge in den dreißiger Jahren in einer Reihe weltweit gelesener Bücher. Die im Londoner Peter Davies Verlag erschienenen Bücher sind ein wertvolles Panorama des Segelsports, Boots- und Yachtbaus der dreißiger Jahre – vom Segelkanu bis zu den J-Class-Yachten für den America’s Cup.

## Charakter
Uffa Fox ist sehr unabhängig und macht eigentlich was er will, was er sich aufgrund seines seglerischen Talentes und Könnens auch leisten kann. Dies wird am besten beschrieben durch eine Eskapade während einer Betreuung einer Pfadfindergruppe der Sea Scouts. Fox verbindet beispielsweise seinen Freiheitsdrang eng mit seinen seglerischen Interessen. Während die Eltern der 14 bis 17 Jahre jungen Pfadfinder programmgemäß ihre Kinder auf einem Wochenend-Camp in heimischen Gewässern wähnen, segelt Fox mit der Gruppe in offenen 25-Fuß-Booten als Exkursion über den Ärmelkanal und die Seine aufwärts nach Paris.

## Familie

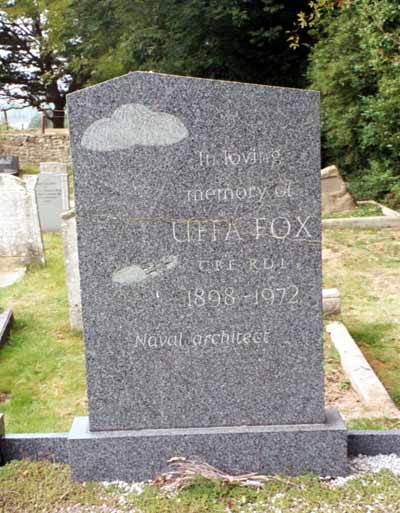
Grabstein von Uffa Fox in Whippingham, Isle of Wight. Der Stein zeigt links ein von ihm konstruiertes Fallschirm-Rettungsboot

Uffa Fox war dreimal verheiratet. Seine erste Frau Alma, die eine große Rolle in seiner frühen Karriere einschließlich der Vorbereitung seiner fünf Bücher vor dem Zweiten Weltkrieg spielte. 1941 heiratete er Cherry und später 1956 die Französin Yvonne Bernard, die kein Wort Englisch sprach.
Uffa Fox starb im Oktober 1972. Die Trinity Church in Cowes war bis auf den letzten Platz besetzt als sein enger Freund Sir Max Aitken den Trauergottesdienst hielt. Der Gedenkgottesdienst in der Kirche St Martin-in-the-Fields in London war ebenfalls überfüllt unter Teilnahme von Prinz Philip, dem Herzog von Edinburgh. Uffa Fox wurde auf dem St. Mildred's Churchyard in Whippingham auf der Isle of Wight beerdigt.